# Ultraschall

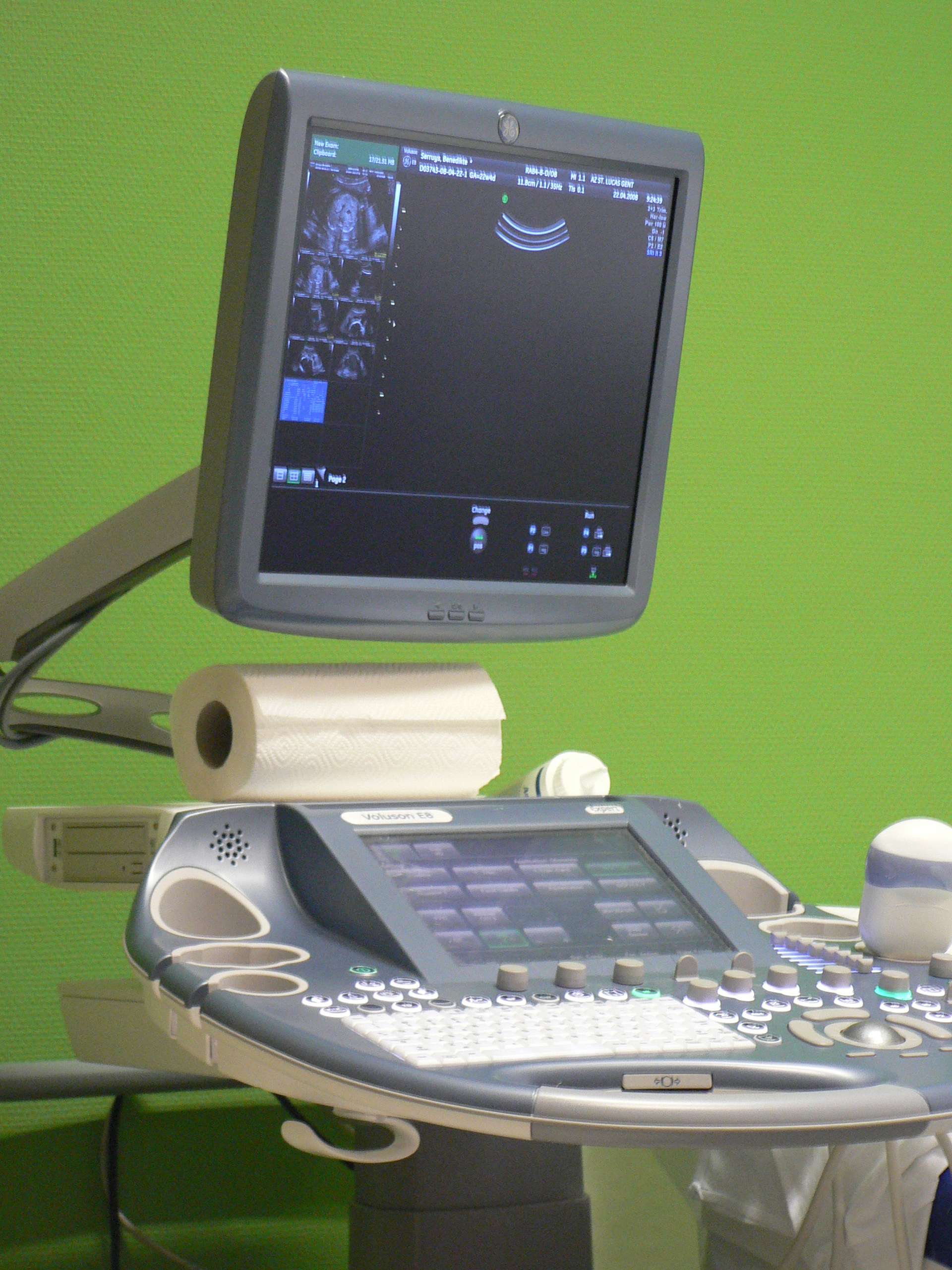
Sonografiegerät zur Ultraschalldiagnostik

Als Ultraschall bezeichnet man Schall mit Frequenzen oberhalb des Hörfrequenzbereichs des Menschen. Er umfasst Frequenzen ab 20 kHz bis 1 GHz; Schall oberhalb dieser Grenze wird als Hyperschall bezeichnet.
Schall mit Frequenzen unterhalb der Hörgrenze des Menschen, d. h. unter 16 Hz, ist Infraschall.
Umgangssprachlich bezeichnet man mit „Ultraschall“ auch die Sonografie, ein bildgebendes Untersuchungsverfahren in der Medizin.
In Gasen und Flüssigkeiten breitet sich Ultraschall überwiegend als Longitudinalwelle aus. In Festkörpern können sich wegen hier möglicher Schubspannungen auch Transversalwellen ausbreiten. Der Übergang von Luftschall in Festkörper oder Flüssigkeiten (oder umgekehrt) ist wegen der unterschiedlichen Schallimpedanzen nur eingeschränkt möglich.
Ultraschall wird je nach Material eines Hindernisses an diesem reflektiert, in ihm absorbiert, gestreut oder tritt hindurch (Transmission). Wie bei anderen Wellen treten auch Brechung, Beugung und Interferenz auf.
Luft weist eine stark mit der Frequenz steigende Dämpfung für Ultraschall auf. In Flüssigkeiten breitet sich Ultraschall dagegen dämpfungsarm aus. Bei hohen Schalldrücken kommt es jedoch zur Bildung von Dampfblasen (Kavitation), die bei ihrem Kollaps extrem hohe Drücke und Temperaturen hervorrufen können. Bei Frequenzen zwischen 2 und 20 MHz tritt Kavitation in reinem, entgastem Wasser erst ab einem Schalldruck von 15 MPa auf. Kavitation wird z. B. zur Ultraschallreinigung genutzt und ist auch aktueller Forschungsgegenstand (Sonolumineszenz).

## Erzeugung und Registrierung der Ultraschallwellen

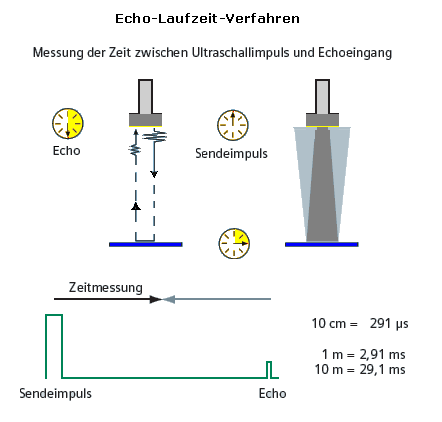
Echo-Laufzeit-Verhalten von Ultraschall

Zur Erzeugung von Ultraschall in Luft eignen sich dynamische und elektrostatische Lautsprecher sowie insbesondere Piezolautsprecher, d. h. membrangekoppelte Platten aus piezoelektrischer Keramik, die durch Umkehr des Piezoeffekts zu Schwingungen angeregt werden. Mittels piezoelektrischer Kunststoffe (PVDF) lassen sich auch direkt Membranen ansteuern, was ein verbessertes Übertragungsverhalten hervorruft.
Ultraschall in Flüssigkeiten und Festkörpern wurde anfangs nur mit magnetostriktiven Wandlern erzeugt (die ersten Echolote arbeiteten auf diese Art). Heute verwendet man zunehmend piezoelektrische Quarz- oder Keramikschwinger. An diese wird eine Wechselspannung mit deren Eigenresonanzfrequenz (oder einer Oberschwingung davon) angelegt. Die Schwingungen werden dann z. B. über den Boden eines Ultraschallbades in die Flüssigkeit übertragen.
Nicht allzu hochfrequenter Ultraschall kann auch durch Galtonpfeifen erzeugt werden.
Der Empfang von Ultraschallwellen kann prinzipiell mit den gleichen elektrischen Wandlern geschehen, wie sie auch zu dessen Erzeugung verwendet werden.
Um Fledermausrufe hörbar zu machen, gibt es Fledermausdetektoren, die die Rufe mit einem Mikrofon aufnehmen, den Frequenzbereich der im Ultraschallbereich liegenden Rufe in den hörbaren Bereich verschieben und diese Signale über einen Lautsprecher oder einen Kopfhörer wiedergeben.

## Anwendungen
Ultraschall findet in der Technik und Medizin diverse Anwendungen:
- Laufzeitmessung ausgesandter Ultraschall-Impulse:
  - Sonar, Echolot: Tiefenmessung und Meeresbodenuntersuchung aus Wasser- und Unterwasserfahrzeugen heraus, Fischfinder
  - Frühe Entfernungsmesser (in Luft), etwa für Autofokus-Objektive (Polaroid)
  - berührungslose Füllstandsmessung
  - Sonografie und Echokardiografie zur Untersuchung von Mensch und Tier
  - Einparkhilfen, Abstandswarner
- Unterwasser-Peilsender für Flugschreiber
- Ausnutzung des Dopplereffektes:
  - Messung der Windgeschwindigkeit mit Ultraschallanemometer
  - Ultraschalldurchflusssensor für Rohre und Kanäle
  - Bewegungsmelder
  - Messung der Blutstromgeschwindigkeit mittels Dopplereffekt
- Ultraschalldichtemessung
- Materialbearbeitung:
  - Ultraschallschwingläppen
  - Ultraschallreinigung
  - Ultraschallschweißen
  - Ultraschall-Schneiden
  - Faseraufschluss
- Ultraschallmikroskop
- Ultraschallmotoren / -antriebe
- Berührungslose Handhabung mit Ultraschall

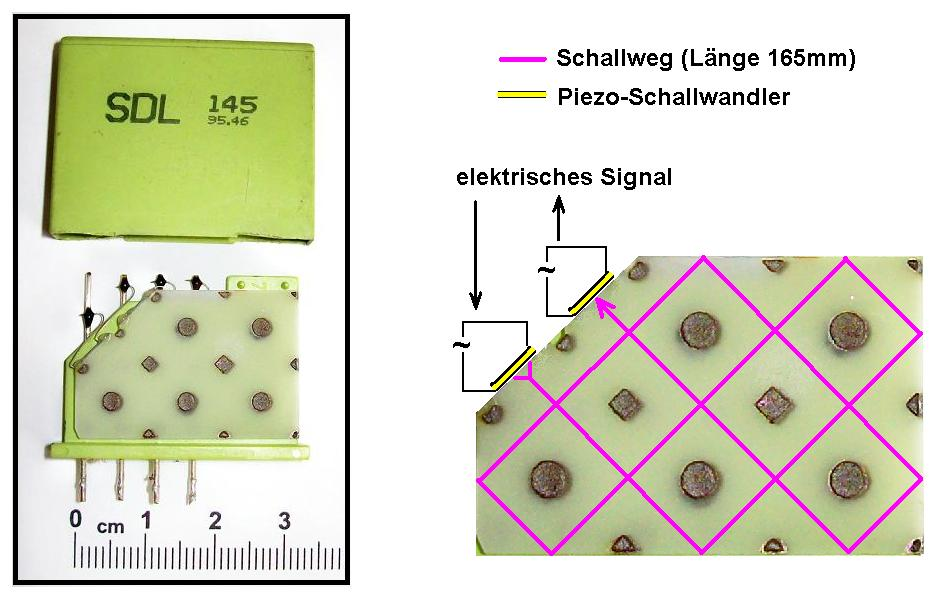
Ultraschall-Verzögerungsleitung (Laufzeit 64 µs) eines PAL- bzw. SECAM-Farbfernsehers (bis ca. 1995); links geöffnet, rechts Funktionsweise und Schallweg

- Informationsverarbeitung und -übertragung
  - Frühe Fernbedienungen (Ende 1950er bis ca. Mitte der 1970er Jahre) für Fernsehgeräte
  - akustische Verzögerungsleitungen zur Signalverzögerung in elektronischen Schaltungen
  - Akustische Oberflächenwellenfilter, -sensoren, Keramikschwinger, Schwingquarze
- Werkstoffprüfungen und Strukturuntersuchungen:
  - Ultraschallprüfgeräte: über Reflexe an Unstetigkeitsstellen der Dichte und ihre Signal-Laufzeit können ungewünschte Einschlüsse, Lunker oder Risse entdeckt werden
  - Schichtdickenmessung, auch auf nicht-metallischen Untergründen und bei mehrschichtigen Systemen
- Ultraschalltherapie
- Ultraschall-Zellaufschluss, Herstellung von Proteinrohextrakten aus mikrobiologischen Proben (vor allem Bakterien, sowohl in Forschung als auch Industrie) durch Ultraschall, da die Schallwellen zur Lyse der Zellwand führen
- Hochintensiver fokussierter Ultraschall: Geschwürbehandlung, Steinzertrümmerung (Lithotripsie)
- Entfernung von Zahnstein durch wassergekühlte, hochfrequent schwingende Metallspitze
- Ultraschallvernebler: Zerstäuben, Vernebeln, Emulgieren, Dispergieren und Mischen von Flüssigkeiten (beispielsweise bei Luftbefeuchtern, Nebelmaschinen)
- Entgasung von Flüssigkeiten
- Akustooptische Modulatoren (AOM)
- Bestimmung der Schallgeschwindigkeit von Flüssigkeiten mittels Debye-Sears-Effekt
- Geräte zur Abschreckung von Mardern (Marderabwehr) und anderen Tieren, die vor Ultraschall flüchten sollen
- Hundepfeifen
- Kommunikation mit Fledermäusen und Delfinen zu Forschungszwecken
- Aufzeichnung der Ultraschallvokalisation von Ratte und Maus (ultrasonic vocalization) wird in der psychopharmakologischen Forschung wie auch in der neurowissenschaftlichen Verhaltensforschung genutzt.[2][3]
- Doppelbogenkontrolle mit Ultraschall in der Drucktechnik
- Ultraschall-Débridement, die Ultraschall-assistierte Wundreinigung
- Apparative Kosmetik: Mikromassage und Regeneration der Haut und Einschleusung kosmetischer Wirkstoffe (Sonophorese / Phonophorese)

## Arbeitsschutz in der Industrie
Ultraschall wird in der industriellen Produktion vielseitig eingesetzt, beispielsweise zur Reinigung, beim Bohren, Schneiden, Schweißen, in der Aufbereitungs- und Verfahrenstechnik, bei der Entgasung von Flüssigkeiten oder der zerstörungsfreien Materialprüfung. Beim Einsatz von Ultraschall können Geräuschbelastungen mit Anteilen im Ultraschall- und Hörfrequenzbereich entstehen. Besonders Ultraschall-Schweißanlagen verursachen häufig hohe und stark schwankende Schallpegel, die bedeutende Anteile im Hörfrequenzbereich aufweisen können.
Für die Einwirkung von Ultraschall und seinen Begleiterscheinungen im Hochfrequenzbereich gibt es im Bereich der Normen und Richtlinien in Deutschland nur einen fast 30 Jahre alten Grenzwert in der Richtlinie VDI 2058 Blatt 2, der sich lediglich auf die 20-kHz-Terzmittenfrequenz bezieht (Stand: 2016). Entsprechend der Richtlinie VDI 3766 „Ultraschall – Arbeitsplatz – Messung, Bewertung, Beurteilung und Minderung“ wird der am Arbeitsplatz vorhandene Ultraschall mit einem Filter ausgeblendet und nur die verbleibende Hörschallexposition im Sprachfrequenzbereich über einen Richtwert beurteilt. Die Richtlinie macht keine konkreten Angaben zum Schutz des Gehörs im oberen Hörfrequenzbereich und zur Vermeidung möglicher anderer gesundheitlicher Beeinträchtigungen durch Ultraschall, wie etwa Kopfschmerzen, Übelkeit oder Schwindel.
Die Richtlinie VDI 3766 ergänzt die technischen Anforderungen der DIN 61672-1 für Systeme, mit denen Ultraschalleinwirkungen an Arbeitsplätzen gemessen werden soll. Derartige Messsysteme für die Praxis gibt es bisher allerdings kaum. Mit Handschallpegelmessgeräten der Genauigkeitsklasse 1 lässt sich zwar die unbewertete Hörschallexposition messen. Die Messdaten müssen jedoch vor der Beurteilung manuell nachbearbeitet werden, da unkontrollierbare messtechnische Fehler auftreten können. Hierfür kann die Software zur „Berechnung der Lärmexposition im Beisein von luftgeleitetem Ultraschall“ verwendet werden.
Die Lärm- und Vibrations-Arbeitsschutzverordnung stellt fest, dass sie für jegliche Schalleinwirkung am Arbeitsplatz zuständig ist. Die Technischen Regeln zur Lärm-VibrArbSchV schränken den Zuständigkeitsbereich dann auf den Hörschall (16 Hz bis 16 kHz) ein und schließen Infra- und Ultraschall explizit aus. Zudem gibt es keine Angaben darüber, wie ein Tages-Lärmexpositionspegel berechnet wird, wenn Beschäftigte unterschiedliche Tätigkeiten mit und ohne Einwirkung von Ultraschall ausführen. Das Wissen über die Wirkungen von Ultraschall auf das Gehör stammt aus alten Studien, vor allem fehlen Kenntnisse zu Dosis-Wirkungs-Beziehungen. Dies spiegelt sich auch in den weltweit betrachtet sehr inhomogenen nationalen Richt- und Grenzwerten wider. Aufgrund dieser Unsicherheiten, auch über die Wirksamkeit organisatorischer und persönlicher Schutzmaßnahmen, scheint es sinnvoll, Ultraschall aussendende Maschinen nur mit Kapselung zu vertreiben.
Die ICNIRP (damals International Non-Ionizing Radiation Committee, kurz INIRC) hat ab Schallfrequenzen von 20 kHz Grenzwerte von 110 dB Schalldruckpegel (Schalldruck in Dezibel, bezogen auf die Hörschwelle 20 µPa) bei täglich 8 h Exposition am Arbeitsplatz sowie 100 dB für Expositionen der Öffentlichkeit empfohlen, was die IRPA 1983 bestätigt hat. Kinder können jedoch teilweise bis 30 kHz hören und auch manche Erwachsene können Töne über 22 kHz wahrnehmen oder entwickeln Krankheitssymptome, auch wenn sie die Töne nicht bewusst wahrnehmen. Ultraschall bis 25 kHz kann wahrgenommen werden, wenn der Schallpegel hoch genug ist.

## Ultraschall in der Tierwelt

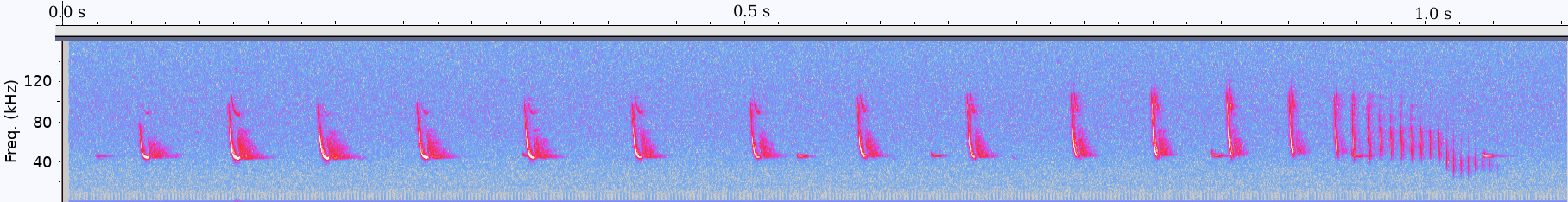
Spektrogramm: Ultraschallrufe einer jagenden Zwergfledermaus

Verschiedenen Tieren dient Ultraschall zur Orientierung (Echoortung) und Kommunikation. Die Ortungsrufe der Fledermäuse zeigen im Frequenzspektrum, je nach Art, Ultraschallanteile bis zu 200 kHz (Rundblattnasen). Nachtfalter hören im Ultraschallbereich bis zu Frequenzen von 200 kHz. Zahnwale, insbesondere Delfine, nutzen die Echoortung zur Orientierung und speziell auch zur Ortung ihrer Jagdbeute. Die Frequenz der Klicklaute beträgt zwischen 120 und 180 kHz. Mäuse und Ratten kommunizieren mittels Rufen im Ultraschallbereich (Ultraschallvokalisationen). So lösen bei der Ratte beispielsweise prosoziale Ultraschallvokalisationen mit einer Frequenz von ca. 50 kHz soziales Annäherungsverhalten aus.

## Ultraschallerzeugung in Pflanzen
Bäume erzeugen bei Wassermangel auch Ultraschall-Geräusche. Die Laute entstehen, wenn bei Trockenheit der Wasserstrang in den Gefäßen, welche das aufgenommene Wasser von den Wurzeln in die Baumwipfel und Blätter führen, abreißt. Dabei bilden sich Kavitationsbläschen, die die Wände der wasserführenden Gefäße kurzzeitig in Schwingung versetzen. Die Intensität der Laute ist dabei abhängig von der Gefäßgröße und vom Trockenheitsgrad.